# Mausoleul prințesei Jeonghyo
Mausoleul prințesei Jeonghyo (cunoscut în chineză sub numele de Zhenxiao) a fost realizat în 793 de populația regatului Balhae și face parte din Mormintele Antice de la Muntele Longtou din Jilin, China. Mausoleul conține, printre altele, primele picturi complete amănunțite descoperite  realizate de artiștii din Balhae și, prin urmare, oferă informații valoroase pentru istorici.

## Mausoleul
Mausoleul era marcat de o pagodă dreptunghiulară, din care a rămas doar baza. Cavoul este subteran, aflat sub rămășițele pagodei, și a fost dezgropat în octombrie 1980. Are 1,05 metri înălțime, lățime de 0,58 metri și adâncime de 0,26 m, este de formă dreptunghiulară: 5,0 × 2,6 m și este acoperită cu cărămizi de culoare albastru-verde. Movilele de pământ căptușite cu pietre demonstrează continuarea mormântului în stil Goguryeo dar pânza oficială demonstrează prezența stilului Tang, ceea ce implică faptul că Balhae a acceptat activ cultura Tang.
Cavoul are forma mugui cu un epitaf complet din granit pe care sunt înscrise 728 de caractere chinezești, în stilul regulat, pe 18 linii orizontale. Epitaful are o formă scrisă tipică combinată, care conține atât scrierile cronologice despre întreaga viață a prințesei, cât și scrierile de laudă realizate în amintirea ei. Învățatul Balhae, autor al acestui epitaf, era expert în literatura tradițională chineză și capodoperele scrise, ceea ce s-a reflectat în folosirea unor propoziții care includeau linii poetice asemănătoare cu cele ale unor poeți din perioada timpurie a dinastiei Tang.
Cavoul este înconjurat de patru picturi pe fiecare perete, înfățișând treisprezece persoane care realizează o anumită acțiune, cum ar fi războinici (3), însoțitori de cameră, muzicieni și servitoare, purtând haine roșii, albastre, galbene, violet și maro. Pictura a arătat pentru prima dată imaginea oamenilor din Balhae.

## Înhumări
Epitaful explică faptul că prințesa Jeonghyo (정효 공주, 貞 孝 公主) a fost cea de-a patra fiică a regelui Mun, al treilea conducător al Balhae. Prințesa Jeonghyo a fost și sora mai mică a prințesei Jeonghye (정혜 공주, 貞 惠 公主). Epitaful spune că oamenii din Balhae își venerau conducătorul la fel cum era venerat împăratul Chinei de chinezi.
De asemenea, epitaful a consemnat că prințesa a murit luni, 6 iulie 792, în timpul erei Daeheung, care a durat 56 de ani. I s-a dat numele postum „Jeonghyo” pentru a o califica drept virtuoasă și ascultătoare. Probabil că era călăreță, deoarece în cavou au fost găsite resturi unui cal. Epitaful a înregistrat anul morții ca 792. Acest lucru a corectat lucrările anterioare, cum ar fi lucrarea lui Jin Yufu (金 毓 黻) Cartea regatului Balhae (渤海 國 志 長 編), care a înregistrat anul morții ca fiind 793.
Resturile scheletice erau împrăștiate prin tot cavoul când au fost descoperite de către arheologi, din cauza jafurilor petrecute până atunci. Cu toate acestea, jefuitorii au ratat mai multe obiecte de aur și cupru, bijuterii, ceramică și figurine. Ornamentul de aur care înfățișează o aripă de pasăre cu trei toroane este o dovadă care demonstrează modul în care poporul Balhae a fost moștenit de dinastia Goguryeo. Reconstrucția a arătat că oasele aparțin unei femei, probabil prințesa; dar sunt prezente și oasele unui bărbat, eventual un însoțitor sau un copil. În plus, există scheletul de cal.